# Детство Ратибора
«Детство Ратибора» — советский рисованный мультфильм 1973 года, созданный режиссёром Романом Давыдовым на студии «Союзмультфильм» по мотивам романа советского писателя Валентина Иванова «Русь изначальная».

## История создания
Попытки перенести произведения Иванова на экран предпринимались ещё в 1950-е годы. Георгий Тушкан в обзоре возможностей приключенческого и фантастического жанра в кино называл Иванова (вместе с Виктором Сапариным, Георгием Брянцевым и другими) потенциальным сценаристом научно-фантастического кино. В архиве писателя сохранилась апрельская переписка 1958 года со сценаристом студии «Узбекфильм», который попытался написать сценарий по мотивам романа «Возвращение Ибадуллы»; с ним был даже заключён официальный договор. Однако продолжения этот проект так и не получил. В переписке с читателями 1960-х годов часто поднималась тема экранизации «Руси изначальной» и «Руси Великой». Иванов был пессимистичен. В послании от 25 мая 1962 года он заявил, что невозможно сыскать «столь безумного режиссёра или директора студии, которые взялись бы за древнеисторический сюжет», но при этом отметил, что сам бы первым возразил, если бы по мотивам его серьёзного произведения был бы «сооружён этакий коммерческий фильм». Голливудские дорогие постановки он обозначал термином «псевдо». Лишь в конце жизни писателя, в 1973 году, Роман Давыдов привлёк Иванова как сценариста для создания мультипликационного рисованного фильма «Детство Ратибора». Фильм воспевает героизм древних россичей, в полном согласии с оригиналом, и был вписан в достаточно широкий контекст. В период с 1965 по 1986 год кинематографисты СССР создали десять анимационных фильмов, представлявших сконструированное славное прошлое Древней Руси и условно-славянского мира. В 1986 году был поставлен полнометражный двухсерийный фильм «Русь изначальная», предназначенный прежде всего для молодых зрителей.
Второй страстью режиссёра-мультипликатора Романа Давыдова была история. Плодом этого интереса стал цикл мультфильмов, посвященных древней истории славян и средневековой истории Руси: «Детство Ратибора» (1973) — о древних россичах, «Лебеди Непрядвы» (1980) — о Куликовской битве 1380 года, «Сказ о Евпатии Коловрате» (1985) — об обороне Рязани против войск Батыя в 1237—1238 годах.

## Общая характеристика
В произведении действует вымышленное славянское племя, которое называет себя россичи, так как живёт «вблизи реки Рось». В действительности славянское племя с таким названием не упоминается ни в одном историческом источнике и было вымышлено автором, поскольку «Русь изначальная» написана в 1950-е годы с позиций антинорманизма, который являлся частью государственной идеологии того времени, и выдержана в духе «борьбы с космополитизмом».
Литературное произведение связано с популярным в националистической среде, включая славянское неоязычество, хазарским мифом, в котором хазары отождествляются с евреями, проводится идея об извечной конфронтации славян и «хазаров» и многовековом «хазарском иге» над Русью. Также «Русь изначальная» имеет ярко выраженные антихристианские мотивы.
В качестве эпиграфа в начале мультфильма используется вымышленная цитата «о доблести и мужестве русов и „росичей“», якобы принадлежащая Захарию Ритору:

…Издавна мы, греки, называем богатырей сих — россичами или руссами. Мужи росские — доблестные воины. При набегах немного рабов взять удается от славян сих, ибо неволе предпочитают все они смерть.
Реальный текст Захарии упоминает о неизвестном народе «ерос»:

Вглубь от них <тринадцати народов> (живёт) народ амазраты и люди-псы, на запад и на север от них (живут) амазонки, женщины с одной грудью, они живут сами по себе и воюют с оружием и на конях. Мужчин среди них не находится, но если они желают прижить, то они отправляются мирно к народам по соседству с их землей и общаются с ними около месяца и возвращаются в свою землю. Если они рождают мужской пол, то убивают его, если женский, то оставляли и таким образом они поддерживали своё положение. Соседний с ними народ ерос, мужчины с огромными конечностями, у которых нет оружия и которых не могут носить кони из-за их конечностей. Дальше на восток, у северных краев, есть ещё три чёрных народа.

## Сюжет
Мультфильм снят по одной из сюжетных линий романа «Русь изначальная», рассказывающей о жизни россичей в VI веке. Начинается мультфильм с панорамы капища-святилища славян, где стоят деревянные изображения славянских богов. За капищем видны лес, поле, река, село — всё это земли россичей. Звучит мягкая колыбельная песня, убаюкивающая новорождённого россича — Ратибора. В просторной избе мать качает его в колыбели, а мужчины занимаются изготовлением домашней утвари и починкой оружия. Вдруг приходит тревожное известие: в соседней деревне опасно заболел другой маленький россич — Мстислав. Анея (Анеюшка) — мать Ратибора — обладает даром исцеления, ведает силу трав, воды, огня, знает целительные заговоры. В сопровождении мужчин она скачет на коне в другую деревню через тёмный лес и реку и, призывая духов-предков рода и богов, травами излечивает больного.
Ратибор растёт и изучает мир. Отец его, сильный россич-воин, учит сына езде на лошади, стрельбе из лука, рассказывает историю Роси, а тот внимает ему с огромным любопытством. Главное, что должен понять человек, родившийся на Роси, — «смерть не страшна, страшна жизнь в неволе». Этому учит маленького Ратибора его отец. Мальчик познаёт окружающий его мир: славянский род живёт единым целым с природой, бережно заботится о земле, возделывая её. Основная забота старших — о будущем своего рода. «Придёт беда аль нет, а ты паши да сей. Верить надо в лучшее, жизни ждать», — учит Ратибора его прадед.
Но на земли россичей уже наступают грозные враги — хазары. Воины-россичи бесстрашно бьются, но хазар слишком много, и уже захвачена деревня, где живёт маленький Мстислав. Дед посылает его добежать до посада, где живёт Ратибор с родителями, и оповестить о беде, но мальчика настигает вражеская стрела. Старик сам добирается до реки и в лодке плывёт за помощью. Другие селения о беде оповещает дым сигнальных костров. Волхвы приходят на капище и взывают к богам — Стрибогу, Даждьбогу, берегиням — даровать славянам победу в бою, сохранить славянский род. Собирается отряд россичей — воинов, сильных духом и телом. Они разбивают врага, но во время боя погибают трое витязей, а в финале боя копьё раненого врага попадает в сердце отца Ратибора.
Павших в битве за свободу четверых россичей хоронят по «славянскому обычаю»: складывают погребальный костёр, в руки мертвеца вкладывают оружие. «Живя для жизни, россич всегда выбирает свободу. Нет смерти, Ратибор» — эти слова отца навсегда останутся в памяти главного героя.

## Создатели
- Авторы сценария: Валентин Иванов, В. Батуева
- Режиссёр: Роман Давыдов
- Художник-постановщик: Виктор Никитин
- Оператор: Борис Котов
- Композитор: Владимир Кривцов
- Звукорежиссёр: Георгий Мартынюк
- Роли озвучивали:
  - Мария Виноградова — Ратибор,
  - Степан Бубнов — Ростислав,
  - Иван Лапиков — Беляй,
  - Люсьена Овчинникова — Анея,
  - Николай Сергеев — Келагаст,
  - Михаил Царёв — читает эпиграф в начале мультфильма (нет в титрах)
- Художники-мультипликаторы: Владимир Зарубин, Анатолий Петров, Олег Сафронов, Алексей Букин, Олег Комаров,  Виктор Шевков, Владимир Шевченко
- Редактор: Аркадий Снесарев
- Директор картины: Любовь Бутырина

## Влияние
Профессиональный российский боксёр Александр Поветкин, позиционирующий себя как язычник, начал интересоваться этой темой с просмотра «Детства Ратибора», после чего посмотрел советский фильм «Русь изначальная», также оказавший на него влияние.